# Alec Pierce
Alec Pierce (Glen Ellyn, Illinois, 2 de mayo de 2000) es un jugador profesional estadounidense de fútbol americano, se desempeña en la posición de wide receiver en Indianapolis Colts, en la National Football League (NFL).

## Carrera
Fue seleccionado en la Reunión Anual de Selección de Jugadores de la NFL de 2022. Hizo su debut profesional con el equipo Indianapolis Colts, lleva jugando dos temporadas.